# See You At Peelers
See You At Peelers, född 2008 i East Windsor i New Jersey i USA, är en amerikansk standardhäst som tävlade mellan 2010 och 2012. Han tränades av Jimmy Takter och kördes av Marcus Johansson, Jim Morrill J:r eller Brian Sears.

## Karriär
See You At Peelers började tävla i juli 2010 och sprang under sin tävlingskarriär in  1,5 miljoner dollar på 31 starter varav 26 segrar och 1 andraplats. Hon tog karriärens största segrar i New York Sire Stakes (2010), Breeders Crown 2YO Filly Pace (2010), Empire Breeders Classic (2011) och Art Rooney Pace (2011).
Under debutsäsongen som tvååring var hon obesegrad, och tog 13 raka segrar. 8 segrar på 9 starter. Som treåring tog hon ytterligare 13 segrar på 18 starter, och avslutade sedan tävlingskarriären. Efter tävlingskarriären köptes hon av Diamond Creek Farm i Paris, Kentucky för att vara verksam som avelssto.